# Hip house
Hip house, także: house rap – styl elektronicznej muzyki tanecznej (klubowej) będący mieszanką muzyki house i hip-hopu, która powstała w latach 80. w Nowym Jorku i Chicago. Aczkolwiek pierwszy utwór hip house, Rok da House, jest autorstwa brytyjskich producentów muzycznych The Beatmasters i powstał we współpracy z brytyjskimi raperkami The Cookie Crew.

## Lista artystów
- 2 In A Room
- AB Logic
- B.G. The Prince of Rap
- David Guetta
- Doug Lazy
- Fast Eddie
- Jason Nevins
- Kickin' Kenny V
- Kool Rock Steady
- La Bouche
- Mr. Lee
- Outhere Brothers
- Snap!
- Stereo MC’s
- Technotronic
- Tony Scott
- Tyree Cooper
- White Knight
- Ya Kid K
- 2 Young Brothers